# Tony Vogel
Tony Vogel (Londra, 29 giugno 1942 – Normandia, 27 luglio 2015) è stato un attore britannico.

## Filmografia parziale
- Isadora, regia di Karel Reisz (1968)
- L'ultima valle (The Last Valley), regia di James Clavell (1971)
- Capitan Apache (Captain Apache), regia di Alexander Singer (1971)
- Gesù di Nazareth, regia di Franco Zeffirelli (1977)
- Il fattore umano (The Human Factor), regia di Otto Preminger (1979)
- Conflitto finale (The Final Conflict), regia di Graham Baker (1981)
- I predatori dell'arca perduta (Raiders of the Lost Ark), regia di Steven Spielberg (1981)
- Marco Polo,  regia di Giuliano Montaldo (1982) - miniserie TV
- I paladini: storia d'armi e d'amori, regia di Giacomo Battiato (1983)
- Grido di libertà (Cry Freedom), regia di Richard Attenborough (1987)
- Laggiù nella giungla, regia di Stefano Reali (1987)
- Una vita scellerata, regia di Giacomo Battiato (1990)
- La primavera di Michelangelo (A Season of Giants), regia di Jerry London (1990) - film TV
- Blue Dolphin - L'avventura continua, regia di Giorgio Moser (1990)
- Waterland - Memorie d'amore (Waterland), regia di Stephen Gyllenhaal (1990)
- Il bambino di Mâcon (The Baby of Mâcon), regia di Peter Greenaway (1993)
- Mission: Impossible, regia di Brian De Palma (1996)
- L'Odissea (The Odyssey), regia di Andrej Končalovskij (1997) - miniserie TV
- I miserabili (Les Misérables), regia di Bille August (1998)
- I vestiti nuovi dell'imperatore (The Emperor's New Clothes), regia di Alan Taylor (2001)
- Miracle, regia di Gavin O'Connor (2004)
- Seta (Silk), regia di François Girard (2007)

## Doppiatori italiani
Nelle versioni in italiano delle opere in cui ha recitato, Tony Vogel è stato doppiato da:
- Sandro Sardone in Conflitto finale
- Pino Colizzi in Marco Polo
- Glauco Onorato in I paladini: storia d'armi e d'amori
- Pino Locchi in Laggiù nella giungla
- Sergio Rossi in La primavera di Michelangelo
- Marcello Tusco in Il bambino di Mâcon
- Carlo Reali in L'Odissea
- Ennio Coltorti in I vestiti nuovi dell'imperatore